# Gregory Scott Aldering
| 9004 Peekaydee | 22 ottobre 1982 |

Gregory Scott Aldering (1962) è un astronomo statunitense talvolta chiamato più brevemente Greg Aldering.
Il Minor Planet Center gli accredita le scoperte di quattro asteroidi, effettuate tutte il 22 ottobre 1982.
Gli è stato dedicato l'asteroide 26533 Aldering .